# Article 193 de la Constitution belge
L'article 193 de la Constitution de la Belgique fait partie du titre VI Dispositions générales. Il fixe les symboles nationaux de la Belgique.
Il date du 7 février 1831 et était à l'origine — sous l'ancienne numérotation — l'article 125. Il n'a jamais été révisé.

## Texte de l'article actuel
« La Nation belge adopte les couleurs rouge, jaune et noire, et pour armes du Royaume le Lion Belgique avec la légende : L'UNION FAIT LA FORCE. ».

## Drapeau de la Belgique
Un arrêté du Gouvernement provisoire du 23 janvier 1831 précise que ces couleurs seront placées verticalement. Cet arrêté ne change pas l'ordre des couleurs.